# Spermophorella mjobergi
Spermophorella mjobergi är en insektsart som först beskrevs av Peter Esben-Petersen 1918. 
Spermophorella mjobergi ingår i släktet Spermophorella och familjen Berothidae. Inga underarter finns listade i Catalogue of Life.